# Tang Kee-chan
Tang Kee Chan (chino: 鄧 寄 塵, n. 17 de febrero de 1912 † f. 2 de julio de 1991), fue un actor, cantante y locutor de radio hongkonés. Se hizo conocer además como el "rey de la comedia (諧 劇 大王)", apodado así por la industria del entretenimiento de Hong Kong. Tal como lo demuestra en su perfil del 'Diccionario histórico del Cine de Hong Kong' por Lisa Stokes. Su apellido Tang, de su perfil oficial, en una Avenida de las Estrellas en Hong Kong, en su homenaje se difundió un programa de radio titulado '60 Years of Broadcasting - The Most Memorable Moments'. En la que fue difundido por Radio y Televisión de Hong Kong.
Era además conocido por la industria de la radiodifusión, esto por expresar y difundir de ocho a nueve funciones diferentes en sus presentaciones y espectáculos. Como también por la interpretación de su personaje cómico titulado (The Two Fools o Los Dos tontos) junto con Sun Ma Sze Tsang, durante el rodaje de una serie de películas. 

## Carrera
Tang inició su carrera en Guangdong, China, como locutor de radio antes de viajar a Hong Kong, después de haber sido reclutado por "Rediffusion Television". Se especializó en la comedia y utilizó de ocho a nueve diferentes voces para interpretar sus personajes en su programa de narración de cuentos titulado 'Tang Kee Chan Comedy Show'. Sus personajes estaba dirigido a edades comprendidas entre los niños más pequeños, hasta personas de mayores de edad y se encontraban miembros de ambos sexos.
Se diversificó en la industria del cine en la década de los años 1950 y actuó en más de 100 películas. También escribió guiones cinematográficos para algunas de sus películas como "The Feuds between Huang Tangjing" y "Chen Mengji", en la que coprotagonizó con el cantante de ópera, Sun Ma Sze Tsang.
Tang forjó una alianza con Sun Ma Sze Tsang y protagonizó con él en una serie de películas como dúo cómico conocido como "The Two Fools o "Los Dos tontos". Aunque sus desacuerdos eran a menudo improvisados y cómica a la vez.
En 1963, Chubby Checker, celebró dos conciertos en Hong Kong. Bajo contrato con "Diamond Records", Tang fue el invitado para tocar con Checker. Debido a la barrera del idioma, el sello Diamond Records, decidió volver a escribir una de las canciones de Pat Boone Speedy titulada "Speedy Gonzales", que estaba cantado en inglés. Mientras que Tang lo sustituyó las piezas del inglés, para ser traducido y hablado en cantonés. Debido al éxito visto durante sus representaciones, una versión de esta canción fue grabada en 1965 con The Fabulous Echoes, cantando en inglés. Mientras que Tang volvió a traducir en cantonés.
El 30 de mayo de 1963, Patti Page, tuvo dos actuaciones en Hong Kong para que Tang lo apoyara en sus actuaciones, junto con The Fabulous Echoes.

## Vida personal
Tuvo cinco hijos, ninguno de los cuales siguieron los pasos de su padre en la industria del entretenimiento. Su tercer hijo, Tang Siu Wa (鄧兆華), fue un profesor y presidente de Psiquiatría de la Universidad de California, de Irvine y después, catedrático en el Departamento de Psiquiatría de la Universidad de la Escuela de Medicina de Hong Kong, antes de su retiro en el 2008.
En 1991, Tang falleció de enfisema en Los Ángeles, California, a la edad de 79 años. Como la mayor parte de sus descendientes residen en Toronto, Canadá, que fue trasladado allí para sus ritos funerarios y su posterior inhumación.